# El Burgo
Pour les articles homonymes, voir Burgo.
El Burgo est une commune de la province de Malaga, dans la communauté autonome d’Andalousie, en Espagne. Elle est située dans l'enclave du Parc naturel de la Sierra de las Nieves (déclarée réserve biosphère par l'UNESCO).

## Géographie

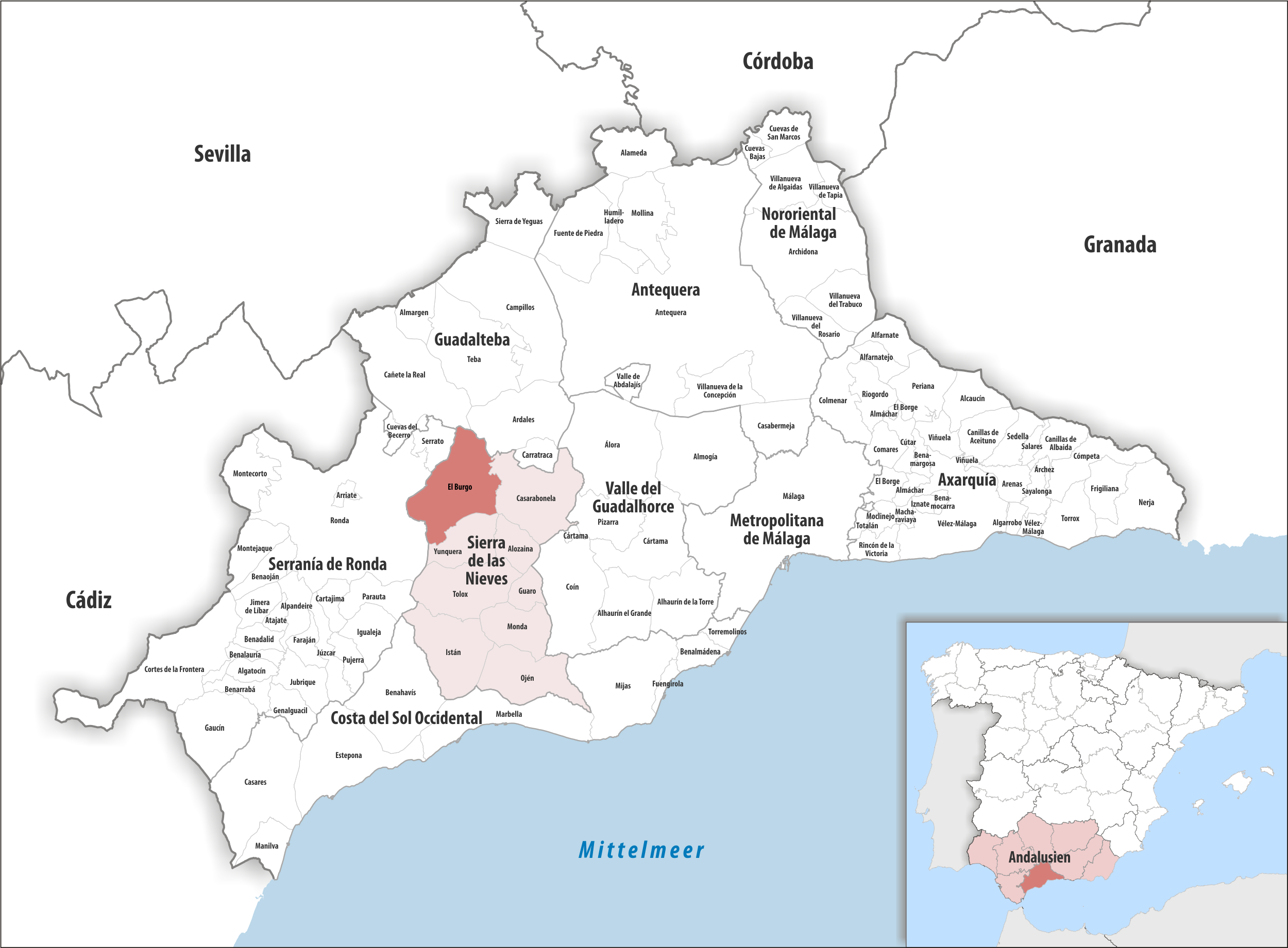
El Burgo dans la province de Malaga / en Andalousie

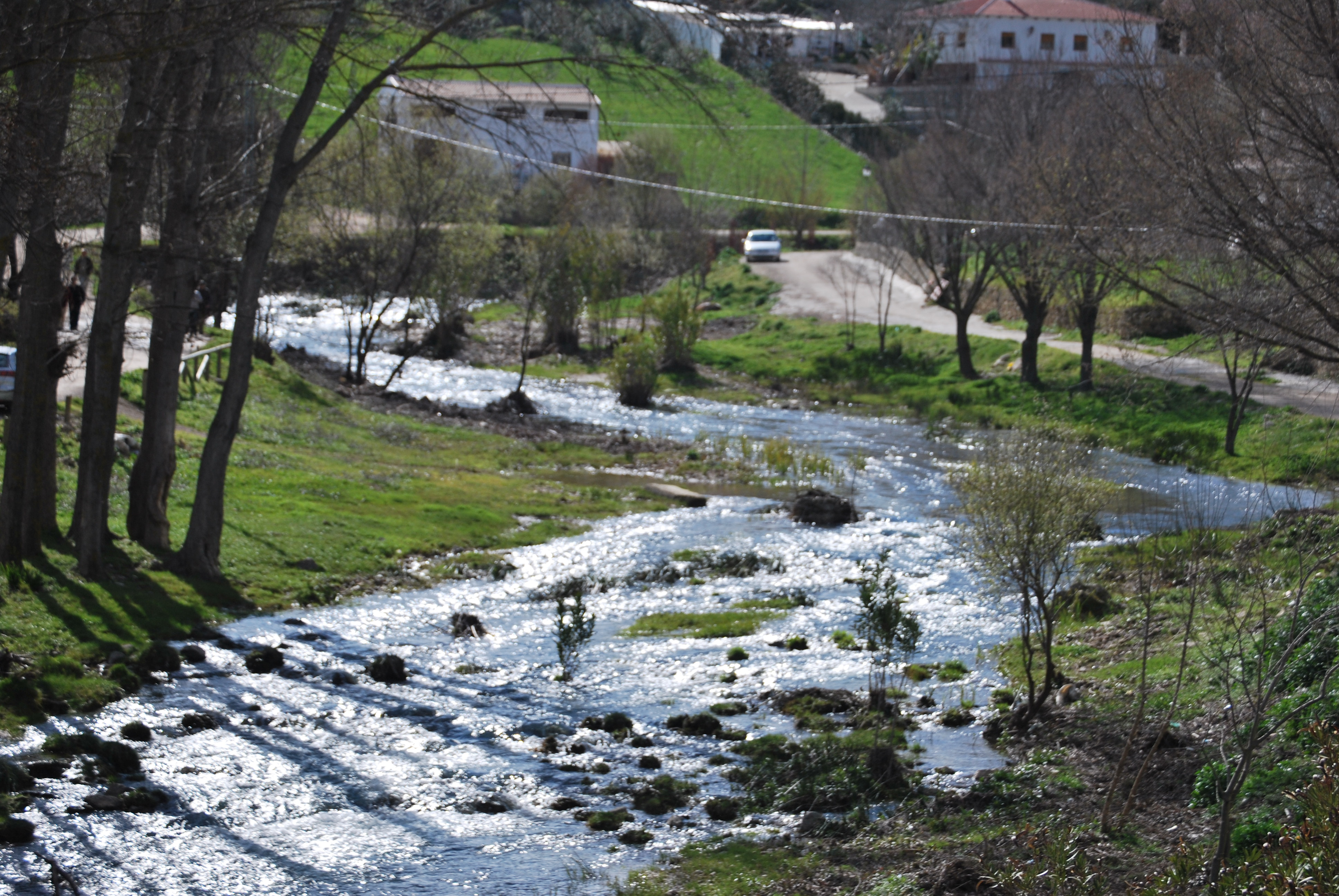
Le Turón à El Burgo

### Localisation
La municipalité d'El Burgo est à la pointe nord-ouest de la comarque Sierra de las Nieves, dans la province de Malaga.
Malaga est à 69 km sud-est ;
Séville à 152 km nord-ouest ;
Gibraltar à 138 km sud-ouest.
Le Turón (es), un affluent du Guadalhorce, prend source dans le sud de la municipalité et coule vers le nord-est ; sur Ardales, il rejoint un des trois grands réservoirs de Guadalhorce-Guadalteba (es).

## Culture et patrimoine

### Fêtes
La fête du carnaval se déroule toujours en février.
La fête de Saint Augustin (San Agustín) qui se déroule vers la fin du mois d'août associe costumes traditionnels colorés, musique et chants religieux.